# Shaquell Moore
Shaquell Kwame Moore (Powder Springs, Georgia, 2 de noviembre de 1996) es un futbolista estadounidense. Juega de defensa y su equipo es el F. C. Dallas de la Major League Soccer.

## Trayectoria

### Inicios
Comenzó jugando al fútbol en la Academia IMG y las divisiones inferiores del FC Dallas de la Major League Soccer.

### España
El 9 de mayo de 2015 firmó su primer contrato profesional al unirse al Huracán Valencia, entonces equipo de la Segunda División B de España. Hizo su debut con dicho club el 29 de agosto en el empate 1-1 frente al Valencia Mestalla. Tras la expulsión de la competición del Huracán por impagos, se incorpora en enero de 2016 a las filas del Real Oviedo B, permaneciendo en el equipo hasta final de temporada.
En verano de 2016 fichó por el Atlético Levante. En la temporada 2017-18 alternó sus actuaciones con el primer equipo y su filial. En verano de 2018 fue cedido al Reus Deportiu, regresando en el mercado invernal al Levante U. D., debido a los problemas económicos del club reusense.
El 24 de julio de 2019 se oficializó su traspaso al C. D. Tenerife. Según el acuerdo alcanzado con el club tinerfeño, el Levante se guardaba una opción de recompra del jugador y un porcentaje en caso de una hipotética venta a un tercer equipo.

### Regreso a los Estados Unidos
En julio de 2022 puso fin a su etapa en España y regresó a su país para jugar en la Major League Soccer con el Nashville S. C. Allí compitió durante dos años y medio y en 2025 se unió al F. C. Dallas.

## Selección nacional

### Sub-20
El 28 de diciembre de 2014 fue incluido en la lista preliminar de 35 jugadores de Estados Unidos con miras al Campeonato Sub-20 de la Concacaf de 2015, el cual sirvió de clasificación para la Copa Mundial de Fútbol en esa categoría en junio de ese año. El 5 de enero de 2015 fue incluido en la lista final de futbolistas que disputaron el torneo.
Moore fue uno de los 21 convocados por Tab Ramos para disputar la Mundial Sub-20 2015 en Nueva Zelanda.

### Participaciones en Copas del Mundo
| Mundial                     | Sede          | Resultado        | Partidos | Goles |
| --------------------------- | ------------- | ---------------- | -------- | ----- |
| Copa Mundial Sub-20 de 2015 | Nueva Zelanda | Cuartos de final | 2        | 0     |
| Copa Mundial de 2022        | Catar         | Octavos de final | 2        | 0     |

## Clubes
| Club                         | País           | Año       |
| ---------------------------- | -------------- | --------- |
| Huracán Valencia             | España         | 2015      |
| Real Oviedo "B"              | España         | 2016      |
| Atlético Levante U. D.       | España         | 2016-2019 |
| C. F. Reus Deportiu (cedido) | España         | 2018      |
| C. D. Tenerife               | España         | 2019-2022 |
| Nashville S. C.              | Estados Unidos | 2022-2024 |
| F. C. Dallas                 | Estados Unidos | 2025-     |

## Palmarés

### Títulos internacionales
| Título                     | Club (*)       | País           | Año  |
| -------------------------- | -------------- | -------------- | ---- |
| Copa de Oro de la Concacaf | Estados Unidos | Estados Unidos | 2021 |

(*) Incluyendo la selección.